# Inguiniel
 Inguiniel  (en bretón An Ignel) es una población y comuna francesa, situada en la región de Bretaña, departamento de Morbihan, en el distrito de Lorient y cantón de Plouay.

## Demografía
| 2552 | 2309 | 2115 | 2030 | 1968 | 1890 |
| Para los censos de 1962 a 1999 la población legal corresponde a la población sin duplicidades (Fuente: INSEE [Consultar]) |      |      |      |      |      |